# Chvalaea boliviana
Chvalaea boliviana är en tvåvingeart som beskrevs av Ale-rocha 2006. Chvalaea boliviana ingår i släktet Chvalaea och familjen puckeldansflugor.
Artens utbredningsområde är Bolivia. Inga underarter finns listade i Catalogue of Life.